# Commiphora saxicola

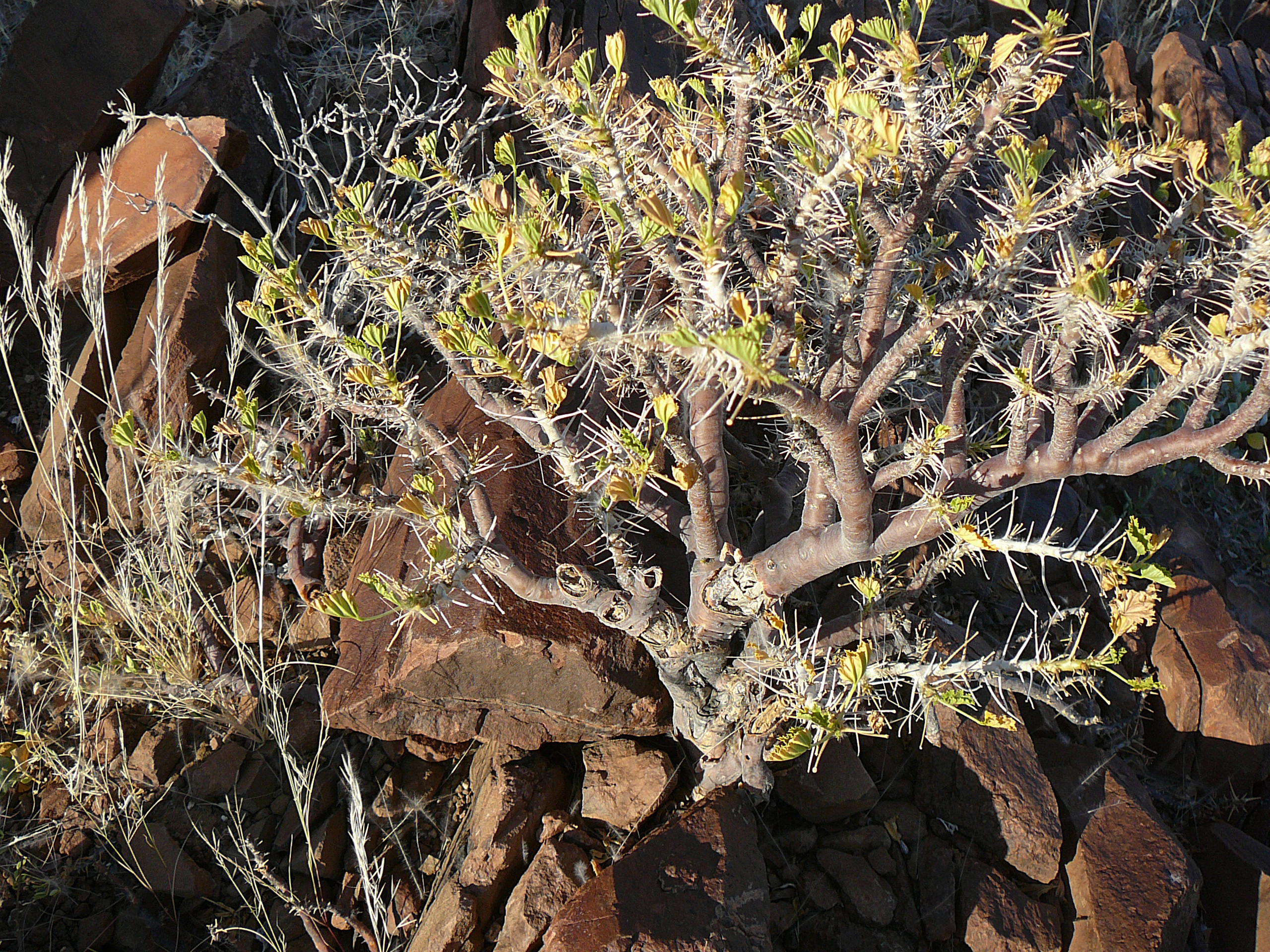
Commiphora saxicola

Commiphora saxicola là một loài thực vật có hoa trong họ Burseraceae. Loài này được Engl. mô tả khoa học đầu tiên năm 1889.